# Chalcostigma stanleyi
Colibri-de-manto-azul ou bico-de-espinho-de-manto-azul (Chalcostigma stanleyi) é uma espécie de ave da família Trochilidae (beija-flores).
Pode ser encontrada nos seguintes países: Bolívia, Equador e Peru.
Os seus habitats naturais são: regiões subtropicais ou tropicais húmidas de alta altitude e campos de altitude subtropicais ou tropicais.